# Lebioda (wieś)
Lebioda (biał. Лебяда, Lebiada; ros. Лебеда, Lebieda; hist. Lebioda Wielka) – wieś na Białorusi, w obwodzie grodzieńskim, w rejonie lidzkim, w sielsowiecie Możejków, nad Lebiodą.

## Historia
W XIX i w początkach XX w. folwark należący do książąt Ogińskich, położony w Rosji, w guberni wileńskiej, w powiecie lidzkim. Była wówczas siedzibą gminy Lebioda. Znajdowała się tu cerkiew prawosławna.
W dwudziestoleciu międzywojennym Lebioda Wielka leżała w Polsce, w województwie nowogródzkim, w powiecie szczuczyńskim (od 29 maja 1929, wcześniej w powiecie lidzkim), w gminie Lebioda. W 1921 miejscowość liczyła 25 mieszkańców, zamieszkałych w 5 budynkach, wyłącznie Polaków. 18 mieszkańców było wyznania prawosławnego i 7 rzymskokatolickiego.
W latach 20. XX w. utraciła status siedziby gminy na rzecz Hordziejowców. Nazwa gminy nie uległa jednak zmianie.
Po II wojnie światowej w granicach Związku Sowieckiego. Od 1991 w niepodległej Białorusi.

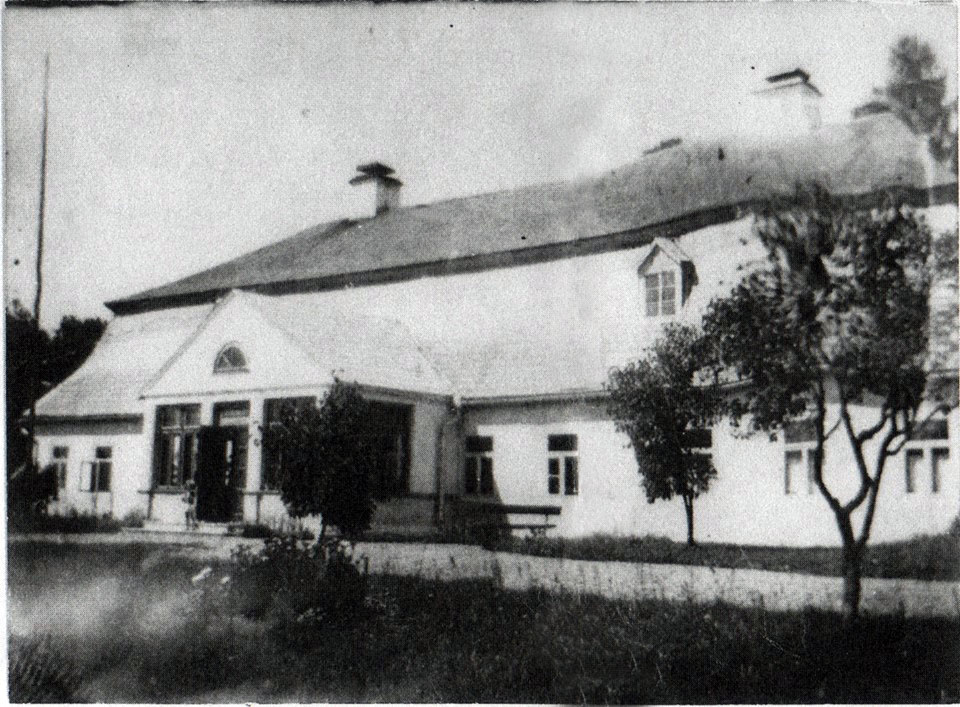
Dwór w Lebiodzie
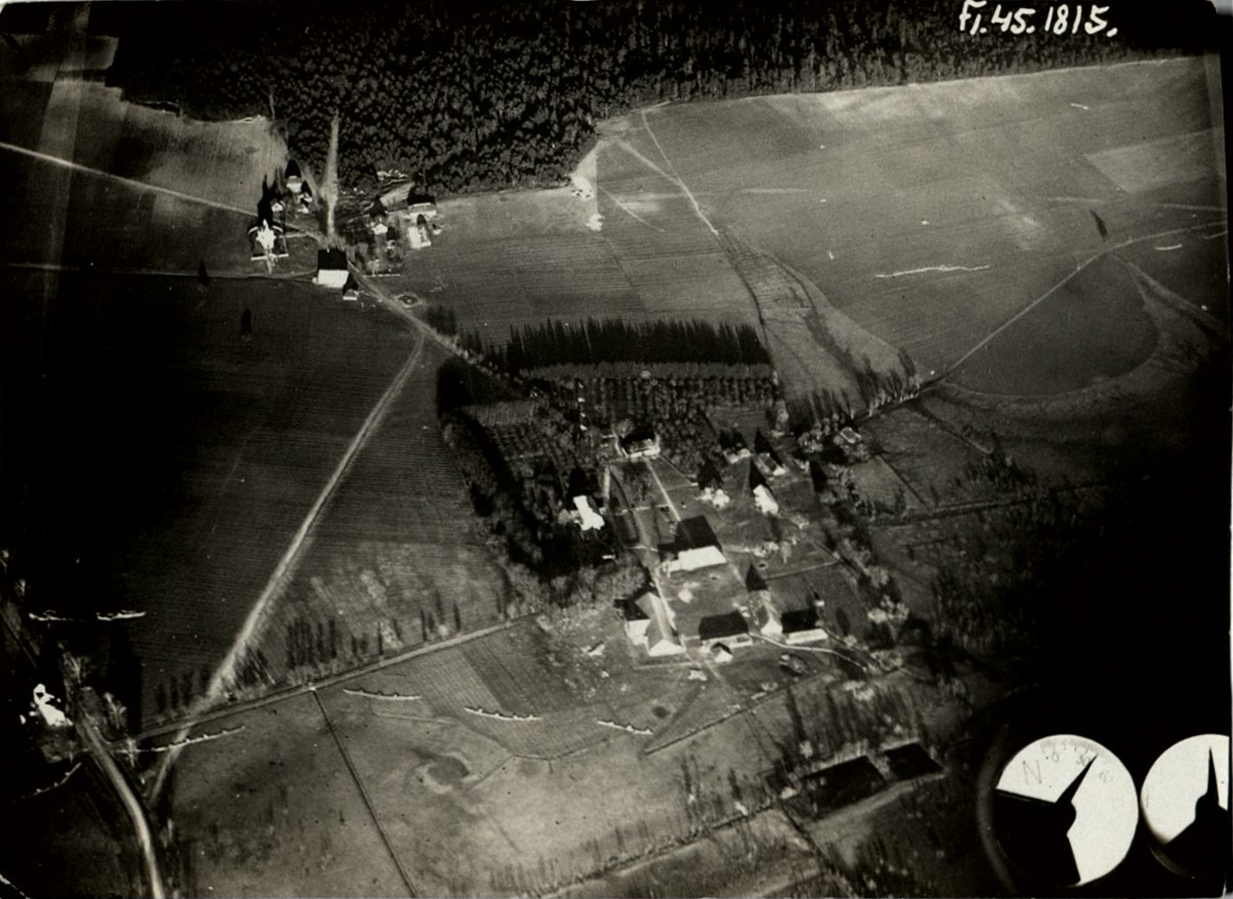
Folwark w 1916
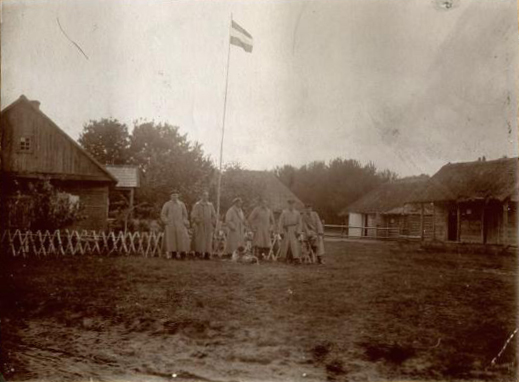
Folwark w 1916